# Forelius breviscapus
Forelius breviscapus é uma espécie de formiga do gênero Forelius.